# Tricloruro di gadolinio
Il tricloruro di gadolinio, o cloruro di gadolinio(III) è un composto inorganico con formula GdCl3. È un solido incolore, igroscopico, solubile in acqua. L'esaidrato GdCl3∙6H2O è un composto assai comune. Le specie Gd3+ sono di particolare interesse perché lo ione ha il maggior numero possibile di spin spaiati, almeno per gli elementi noti. Con sette elettroni di valenza e sette orbitali f disponibili, tutti e sette gli elettroni sono spaiati e disposti simmetricamente attorno al metallo. L'elevato magnetismo e l'elevata simmetria si combinano per rendere Gd3+ un componente utile nella spettroscopia NMR e nella risonanza magnetica.

## Preparazione
Il tricloruro di gadolinio è solitamente preparato col metodo del "cloruro di ammonio", che prevede la sintesi iniziale di (NH4)2[GdCl5]. Questo materiale può essere preparato dai materiali di partenza comuni a temperature di reazione di 230 °C dall'ossido di gadolinio:
{\displaystyle {\ce {10NH4Cl\,+\,Gd2O3\to 2(NH4)2[GdCl5]\,+\,6NH3\,+\,3H2O}}}
da cloruro di gadolinio idrato:
{\displaystyle {\ce {4NH4Cl\,+\,2GdCl3\cdot 6H2O\to 2(NH4)2[GdCl5]\,+\,12H2O}}}
dal gadolinio metallico:
{\displaystyle {\ce {10NH4Cl\,+\,2Gd\to 2(NH4)2[GdCl5]\,+\,6NH3\,+\,3H2}}}
Nella seconda fase il pentacloruro viene decomposto a 300 °C:
{\displaystyle {\ce {(NH4)2[GdCl5]\to GdCl3\,+\,2NH4Cl}}}
Questa reazione di pirolisi procede attraverso l'intermediazione di NH4[Gd2Cl7].
La via del cloruro di ammonio è più popolare e meno costosa di altri metodi. Il tricloruro di gadolinio può, tuttavia, essere sintetizzato anche dalla reazione di gadolinio solido a 600 °C in un flusso fluente di acido cloridrico.
{\displaystyle {\ce {Gd\,+\,3HCl\to GdCl3\,+\,{\frac {3}{2}}H2}}}
Il tricloruro di gadolinio forma anche un esaidrato, GdCl3∙6H2O. L'esaidrato viene preparato mediante ossido di gadolinio(III) (o cloruro) in acido cloridrico concentrato seguito da evaporazione.

## Struttura
Il tricloruro di gadolinio cristallizza con una struttura esagonale sul modello del tricloruro di uranio (UCl3), come si è visto per altri tricloruri 4f tra cui quelli di lantanio, cerio, praseodimio, neodimio, promezio, samario ed europio. Il modello "tricloruro di uranio" è caratterizzato da un metallo a 9 coordinate con una sfera prismatica trigonale a coordinazione trigonale. Nel tricloruro di gadolinio esaidrato e di altri tricloruri e tribromuri 4f più piccoli, sei molecole di H2O e 2 ioni Cl− si coordinano ai cationi risultando in un gruppo di coordinazione di 8.

## Proprietà, con applicazioni per la risonanza magnetica
I sali di gadolinio sono di primario interesse nella risonanza magnetica per immagini (MRI). Questa tecnica sfrutta il fatto che Gd3+ ha una configurazione elettronica 7f. Sette è il maggior numero di spin di elettroni spaiati possibili per un atomo, quindi Gd3+ è un componente chiave nella progettazione di complessi altamente paramagnetici. Per generare gli agenti di contrasto, sorgenti di Gd3+ come GdCl3∙6H2O vengono convertite in complessi di coordinazione. Il tricloruro di gadolinio esaidrato non può essere utilizzato come agente di contrasto per la risonanza magnetica a causa della sua bassa solubilità in acqua a causa del pH quasi neutro del corpo. Il gadolinio(III) "libero", ad esempio il [GdCl2(H2O)6]+, è tossico, quindi gli agenti chelanti sono essenziali per le applicazioni biomediche. I semplici ligandi monodentati o anche bidentati non saranno sufficienti perché non rimangono legati a Gd3+ in soluzione. Sono quindi necessari ligandi con numeri di coordinazione più elevati. Il candidato ovvio è l'EDTA4−, l'acido etilendiamminotetraacetico, che è un legante esadentario comunemente impiegato usato per complessare i metalli di transizione. Nei lantanidi, tuttavia, mostrano numeri di coordinazione maggiori di sei, quindi vengono impiegati amminocarbossilati ancora più grandi.
Un agente chelante rappresentativo è l'H5DTPA, acido dietilentriammina pentaacetico. La chelazione alla base coniugata di questo ligando aumenta la solubilità del Gd3+ al pH neutro dell'organismo e consente comunque l'effetto paramagnetico richiesto per un mezzo di contrasto per risonanza magnetica. Il legante DTPA5− si lega al gadolinio attraverso cinque atomi di ossigeno dei carbossilati e tre atomi di azoto delle ammine. Rimane un nono sito di legame, che è occupato da una molecola d'acqua. Il rapido scambio di questo legante d'acqua con l'acqua sfusa è una delle ragioni principali delle proprietà di miglioramento del segnale del chelato. La struttura di [Gd(DTPA)(H2O)]2− è un prisma trigonale a tre punte distorto.